# 贝兹德里克市镇
贝兹德里克乡级市镇（烏克蘭語：Бездрицька сільська громада），是乌克兰东北部蘇梅州蘇梅區的乡级市镇，行政中心为贝兹德里克村。市镇面积为82.69平方公里，2018年人口数量为3,578人。该市镇成立于2016年9月5日。

## 居民点
该市镇包括4个村庄。